# ブルーノ・フェルナンド
ブルーノ・フェルナンド（Bruno Fernando）ことブルーノ・アフォンソ・デビッド・フェルナンデス（Bruno Afonso David Fernandes, 1998年8月15日 - ）は、アンゴラ・ルアンダ州ルアンダ出身のプロバスケットボール選手。ポジションはセンターまたはパワーフォワード。アンゴラ人初のNBA選手である。

## 来歴

### 生い立ち
アンゴラで生まれ育つ。U-17のアンゴラ代表としてプレーしていた2014年にスカウトされ、アメリカ合衆国へ移住した。

### カレッジ
メリーランド大学で1年間プレーし、2018年のNBAドラフトにアーリーエントリーしたが、どこからも指名されなかった。大学でもう1年プレーし、2019年のNBAドラフトにアーリーエントリーした。

### アトランタ・ホークス

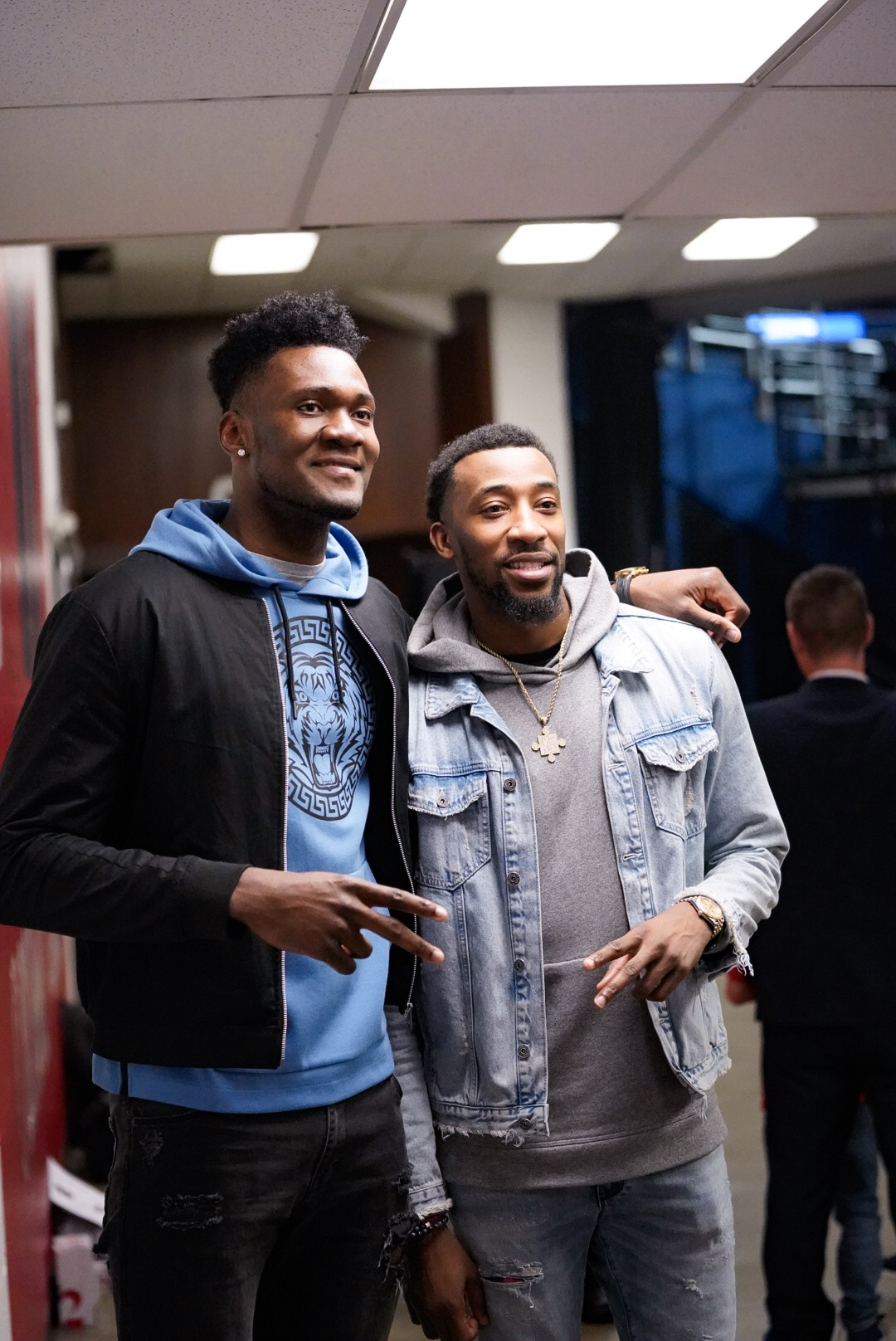
2019年のフェルナンド (右はジョーダン・マクレイ) 。

ドラフトにて2巡目全体34位でフィラデルフィア・76ersから指名された。アンゴラ人がNBAドラフトで指名されたのは史上初であった。その後2019年7月6日にトレードで交渉権がアトランタ・ホークスへ移動。翌7日にホークスと契約した。シーズン開幕後、11月24日のデトロイト・ピストンズ戦でNBAデビューを果たした。

### ボストン・セルティックス
2021年8月7日、サクラメント・キングスが絡んだ3チーム間トレードでボストン・セルティックスに移籍した。2021年11月19日、傘下チームのメイン・セルティックスでデビューし、4得点、フィールドゴール成功率100%を記録した。

### ヒューストン・ロケッツ
2022年2月10日にダニエル・タイスとのトレードでエネス・カンター・フリーダム、デニス・シュルーダーと共にヒューストン・ロケッツへ移籍した。

### ホークス復帰
2023年2月9日にフランク・カミンスキー、ジャスティン・ホリデーとのトレードでギャリソン・マシューズと共に古巣であるアトランタ・ホークスへ移籍した。
2024年7月30日にホークスから解雇された。

### トロント・ラプターズ
8月4日にトロント・ラプターズとの契約に合意した。2025年1月7日、ラプターズから解雇された。

### レアル・マドリード・バロンセスト
2025年1月25日、レアル・マドリード・バロンセストへの加入が発表された。契約期間は2025-2026シーズン終了まで。

## 個人成績

### NBA

#### レギュラーシーズン
| シーズン | チーム | GP  | GS | MPG  | FG%  | 3P%   | FT%  | RPG | APG | SPG | BPG | PPG |
| -------- | ------ | --- | -- | ---- | ---- | ----- | ---- | --- | --- | --- | --- | --- |
| 2019–20  | ATL    | 56  | 13 | 12.7 | .518 | .135  | .569 | 3.5 | .9  | .3  | .3  | 4.3 |
| 2020–21  | ATL    | 33  | 0  | 6.8  | .409 | .000  | .682 | 2.4 | .3  | .1  | .1  | 1.5 |
| 2021–22  | BOS    | 20  | 0  | 2.9  | .500 | 1.000 | .800 | .8  | .2  | .0  | .2  | 1.0 |
| 2021–22  | HOU    | 10  | 0  | 9.4  | .707 | .000  | .579 | 4.0 | .3  | .1  | .8  | 6.9 |
| 2022–23  | HOU    | 31  | 4  | 11.7 | .516 | .000  | .833 | 1.9 | .1  | .0  | .4  | 3.4 |
| 2022–23  | ATL    | 8   | 0  | 5.1  | .579 | .000  | .833 | 1.9 | .1  | .0  | .4  | 3.4 |
| 2023–24  | ATL    | 45  | 2  | 15.2 | .583 | .000  | .667 | 4.3 | 1.0 | .6  | .6  | 6.3 |
| 通算     | 通算   | 203 | 19 | 10.7 | .544 | .122  | .650 | 3.3 | .7  | .3  | .5  | 4.0 |

#### プレーオフ
| シーズン | チーム | GP | GS | MPG | FG%  | 3P% | FT%   | RPG | APG | SPG | BPG | PPG |
| -------- | ------ | -- | -- | --- | ---- | --- | ----- | --- | --- | --- | --- | --- |
| 2021     | ATL    | 6  | 0  | 2.0 | .667 | --- | 1.000 | .2  | .0  | .0  | .0  | 1.0 |
| 通算     | 通算   | 6  | 0  | 2.0 | .667 | --- | 1.000 | .2  | .0  | .0  | .0  | 1.0 |

### カレッジ
| シーズン | チーム       | GP | GS | MPG  | FG%  | 3P%  | FT%  | RPG  | APG | SPG | BPG | PPG  |
| -------- | ------------ | -- | -- | ---- | ---- | ---- | ---- | ---- | --- | --- | --- | ---- |
| 2017–18  | メリーランド | 30 | 20 | 22.4 | .578 | .333 | .740 | 6.6  | .7  | .4  | 1.2 | 10.3 |
| 2018–19  | メリーランド | 34 | 33 | 30.0 | .607 | .300 | .779 | 10.6 | 2.0 | .6  | 1.9 | 13.6 |
| 通算     | 通算         | 64 | 53 | 26.4 | .595 | .308 | .763 | 8.7  | 1.4 | .5  | 1.6 | 12.0 |